# Nikolaï Ivanovitch Krylov
Pour les articles homonymes, voir Krylov.
Nikolaï Ivanovitch Krylov (en russe : Никола́й Ива́нович Крыло́в), né le 29 avril 1903 dans le Gouvernement de Saratov sous Empire russe et mort le 9 février 1972 à Moscou en URSS, est un militaire soviétique. Le titre de Héros de l'Union soviétique lui est décerné à deux reprises. Membre du Comité central du Parti communiste de l'Union soviétique depuis 1961, il fut promu maréchal de l'Union soviétique en 1962. Il commanda les Troupes de missiles stratégiques de 1963 à 1972.
Il est le chef de l'état-major de la 62e armée  de Tchouikov lors de la bataille de Stalingrad.
Dans son village natal, Vichnevskoïe dans l'actuelle oblast de Penza, un monument et une église sont érigés pour honorer sa mémoire.

## Distinctions
- Héros de l'Union soviétique(1945, 1945)
- Ordre de Lénine (1942, 1945, 1945, 1963)
- Ordre de la révolution d'Octobre (1968)
- Ordre du Drapeau rouge (1942, 1943, 1944, 1949)
- Ordre de Souvorov (1944)
- Ordre de Koutouzov(1943)
- Croix de guerre 1939-1945
- Médaille pour la Défense de Sébastopol
- Médaille pour la Défense d'Odessa
- Médaille pour la victoire sur l'Allemagne dans la Grande Guerre patriotique de 1941-1945
- Commandeur de la Légion d'honneur